# Cyproheptadine
La cyproheptadine, vendue entre autres sous le nom de marque Periactine, est un antihistaminique de première génération doté de propriétés anticholinergiques, antisérotonergiques et anesthésiques locaux supplémentaires.
Il est utilisé en tant qu'antidote à un syndrome sérotoninergique, bien que cet usage n'ait pas été validé par un essai contrôlé randomisé.
Disponible sans ordonnance, il est également mésusé en tant qu'orexigène afin de faire prendre du poids, principalement chez les enfants. L'ANSM décide d'interdire sa vente sans ordonnance pour cette raison à partir du 10 juillet 2024.
Il a été breveté en 1959 et est entré dans l'utilisation médicale en 1961.